# جوزيه بي. وليامز
جوزيه بي. وليامز (بالإنجليزية: Josiah B. Williams)‏ هو سياسي أمريكي، ولد في 16 ديسمبر 1810 في ميدلتاون في الولايات المتحدة، وتوفي في 26 سبتمبر 1883. حزبياً، نشط في الحزب الجمهوري. وقد انتخب عضو مجلس ولاية نيويورك.